# Друзья по переписке

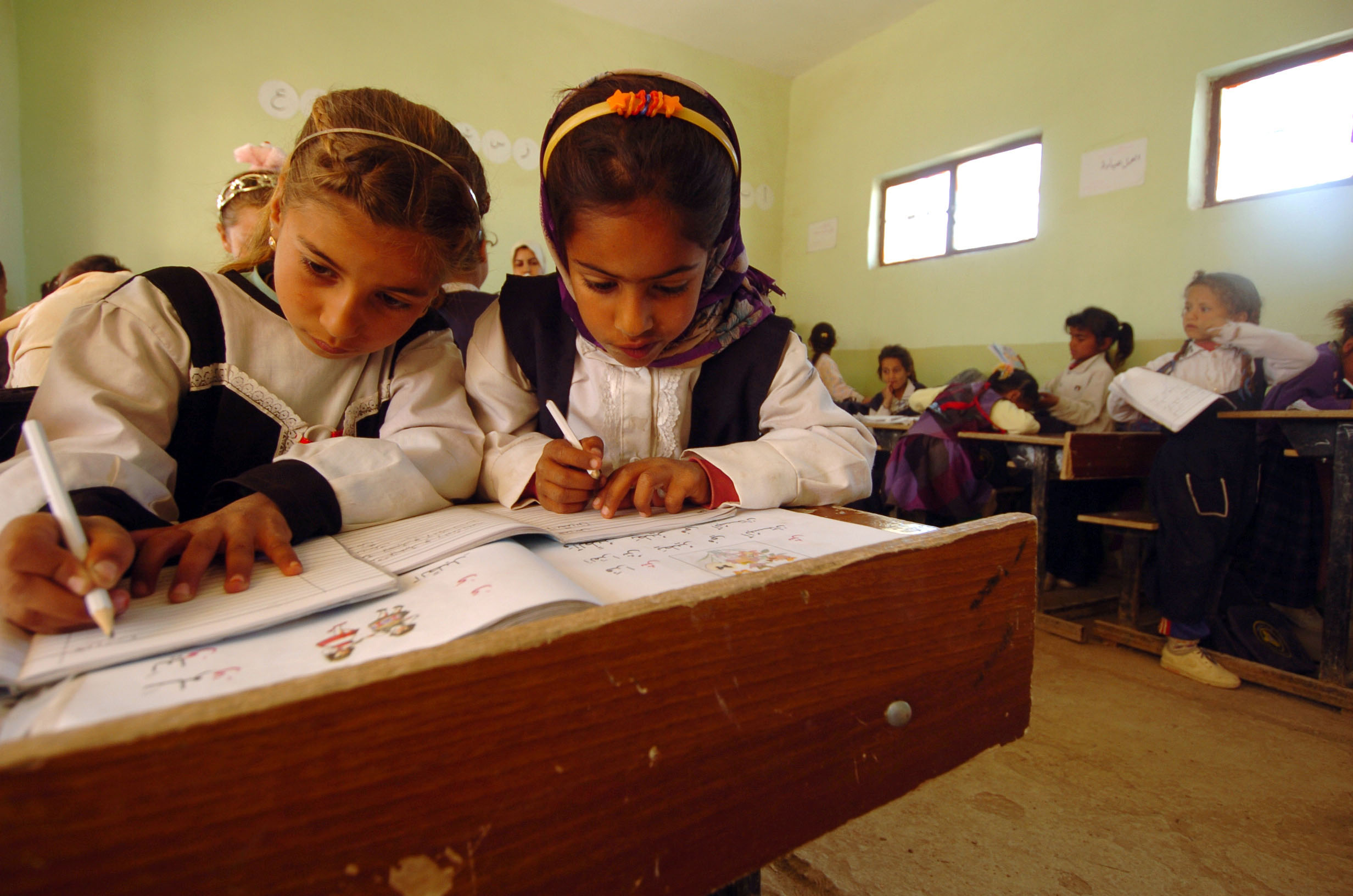
Программа «Adopt a School» соединяет иракские школы с американскими, чтобы помочь с поставками и начать программу друзей по переписке

Друзья по переписке (англ. pen pal; penfriend) — люди, которые регулярно пишут друг другу сообщения, в частности, по почте. Друзья по переписке обычно являются незнакомцами, чьи отношения основаны главным образом или даже исключительно на их обмене письмами, марками, открытками и пр.

## Цели
Отношения по переписке часто используются, чтобы практиковать чтение и письмо на иностранном языке, чтобы повысить грамотность, узнать больше о других странах и стилях жизни, а также подружиться. Как и в случае любой дружбы в жизни, некоторые люди остаются друзьями по переписке только в течение короткого времени, в то время как другие продолжают обмениваться письмами и подарками всю жизнь. Некоторые друзья по переписке со временем устраивают встречи лицом к лицу; иногда они приводят к серьезным отношениям или даже браку.
Друзья по переписке бывают разных возрастов, национальностей, культур, языков и интересов. Друзья могут искать новых друзей по переписке, основываясь на своей возрастной группе, конкретной профессии, хобби, или выбрать кого-то, совершенно отличного от них, чтобы получать знания об окружающем их мире.
Современным вариантом традиционной договоренности по переписке является наличие keypal (буквально с англ. друзья по клавиатуре), с которыми можно обмениваться адресами электронной почты вместе с - или вместо - бумажных писем. Это позволяет сэкономить деньги и быть более оперативным, позволяя обмениваться многими сообщениями за короткий промежуток времени. Недостатком является то, что общение может быть очень эфемерным, если сообщения электронной почты обычно не сохраняются. Многие люди предпочитают получать бумажные письма, получая удовольствие от того, что их имя тщательно напечатано на толстом конверте в почтовом ящике. Используя почту, можно обмениваться купонами, обменными листами, открытками, марками и всем остальным, достаточно легким и плоским, что может поместиться в конверте. Многие друзья по переписке любят обмениваться наклейками, открытками и наборами канцелярских товаров.
В то время как расширение Интернета сократило количество традиционных друзей по переписке,  клубы друзей по переписке в настоящее время можно найти в Интернете, в журнальных колонках, газетах, а иногда и через клубы или группы с особыми интересами. Некоторые люди ищут романтические интересы, а другие просто хотят найти друзей. Похоже, что в Интернете термин «друзья по переписке» определяет тех, кто хочет переписываться с другими людьми, которые живут в другом месте, где друзья по переписке возникли посредством переписки по почте и развились в нечто большее. Друзья по переписке также делают и раздают так называемые книжки дружбы.

## Организации
Многие друзья по переписке встречаются друг с другом через организации, которые объединяют людей для этой цели.
Организации можно разделить на три основные категории: бесплатные, с частичной подпиской и клубы по подписке. Бесплатные клубы обычно финансируются за счет рекламы, а профили не проверяются, в то время как клубы, основанные на подписке, обычно не содержат рекламы и имеют администратора, утверждающего профили в базе данных.
В то время как традиционные отношения по переписке с почтой пришли в упадок из-за того, что современные технологии сокращают мировой разрыв в коммуникациях, тюремные службы по переписке сочетают технологии с традиционным письмом. Эти сайты позволяют заключенным размещать объявления по переписке в Интернете; однако заключенным в Соединенных Штатах и большинстве стран мира не разрешен доступ к Интернету. Поэтому отношения по переписке с заключенными по-прежнему осуществляются по почте. Другие организации по переписке выжили благодаря использованию технологии Интернета.

## В популярной культуре
Австралийская писательница Джеральдин Брукс написала мемуары под названием «Иностранная корреспонденция» (1997) о своем детстве, которое обогатилось ее обменом письмами с другими детьми в Австралии и за рубежом, а также о том, как она путешествует как взрослый человек в поисках людей, чтобы узнать, кем они стали.
В 1970-х детская телевизионная программа «Большой голубой мрамор» часто приглашала зрителей писать им письма для своего друга по переписке.
На Всемирной выставке 1964/1965 в Нью-Йорке павильон Parker Pen предоставил компьютерную услугу подбора друзей; официально служба была прекращена в 1967 году. Эта услуга не работала в сочетании с другими клубами друзей по переписке. Компьютерная система и база данных, используемые для этой услуги, не были проданы, приняты или продолжены каким-либо образом.
В комиксе «Peanuts» 1960-х и 1970-х годов Чарли Браун пытается написать другу по переписке, используя перьевую ручку, но после нескольких буквально «неудачных» попыток Чарли переходит к использованию карандаша и называет своего переписчика своим «другом по карандашу»; его первое письмо объясняет причину смены имени.
Болливудский фильм «Романс» (1983) рассказывает о двух людях, Амаре (из Индии) и Соне (из Великобритании), которые влюбились в своих друзей по переписке. У болливудского фильма «Только ты» (1999) похожая сюжетная линия.
Фильм «История Золушки» (2004) - это подростковая романтическая комедия о двух людях, которые общались друг с другом по электронной почте, и которые планируют лично встретиться на вечеринке в честь Хэллоуина в своей средней школе.
В фильме-драме «Вне досягаемости» (2004) рассказывается о переписке между ветераном войны во Вьетнаме и 13-летней сироткой из Польши. Когда письма внезапно перестают поступать, ветеран отправляется в Польшу, чтобы выяснить причину.